# Sauerlandkurier

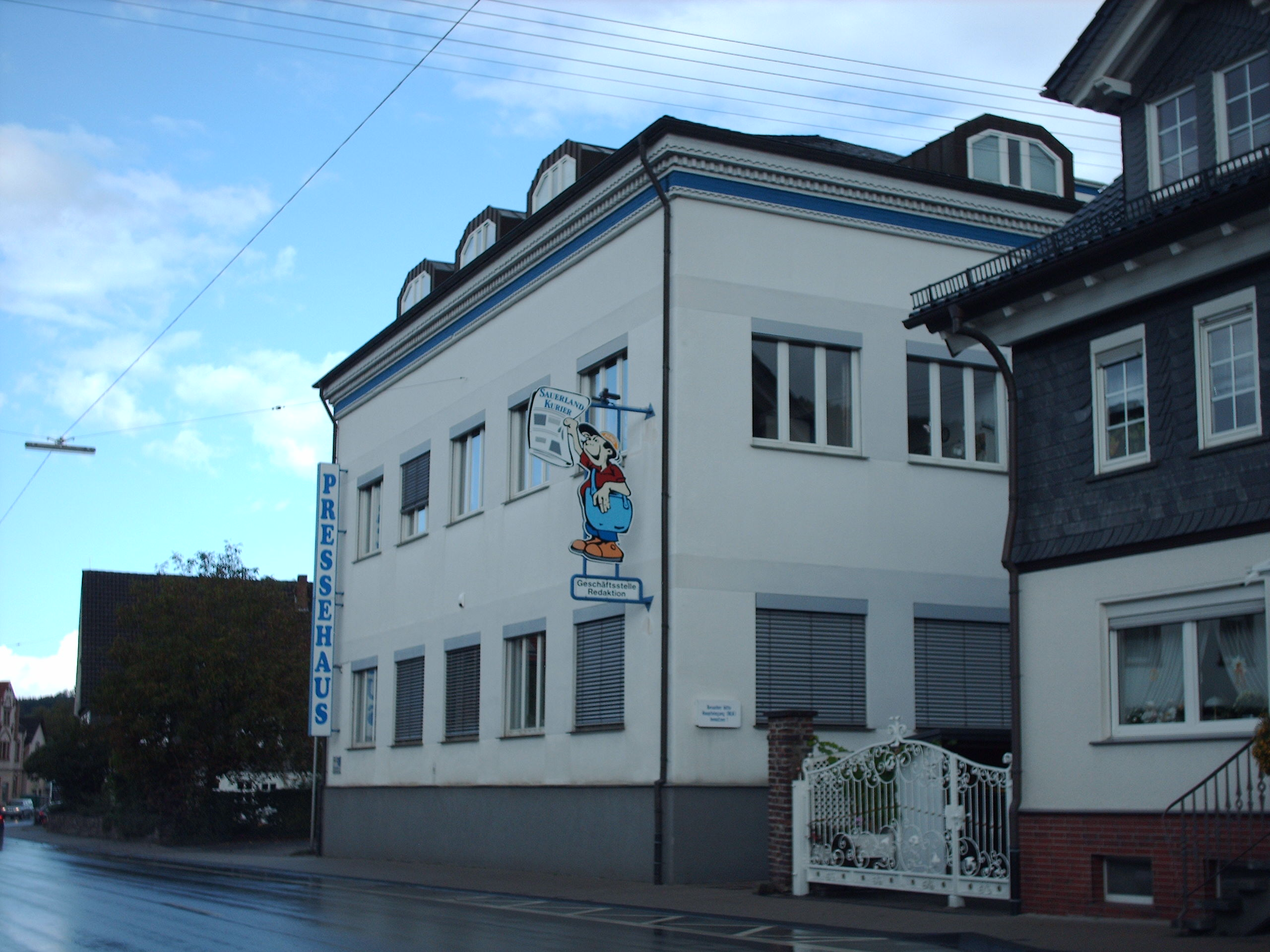
Pressehaus in Grevenbrück

Der SauerlandKurier ist ein kostenloses Anzeigenblatt und erscheint jeden Samstag. Verantwortlich ist der 1983 gegründete Kurier Verlag Lennestadt GmbH mit Sitz in Grevenbrück.
Der SauerlandKurier ist Partner des Westfälischen Anzeigers und Teil der Mediengruppe Westfälischer Anzeiger.
Die Gesamtauflage des Sauerlandkurier beträgt etwa 203.950 Exemplare.

## Verbreitungsgebiet
Das Anzeigenblatt wird im Hochsauerlandkreis und Kreis Olpe (jedoch nicht im Märkischen Kreis) veröffentlicht.
| Ausgabe                    | Auflage           |
| SauerlandKurier Gesamt     | 203.950 Exemplare |
| SauerlandKurier Kreis Olpe | 66.160 Exemplare  |
| SauerlandKurier HSK        | 137.790 Exemplare |

## Ehemalige Ausgaben
Mit der Übernahme des Siegerlandkuriers 2020 durch den Verlag Vorländer & Rothmaler (Siegener Zeitung) wurde dieser eingestellt. Die Einstellung des Siegerlandkuriers war eine Marktbereinigung im Sieger- und Sauerland. Der Verlag Vorländer & Rothmaler gibt neben der Siegener Zeitung ebenfalls ein Anzeigenblatt heraus, den „Siegerländer Wochen-Anzeiger“ (SWA). Vorländer & Rothmaler verkaufte wiederum der Mediengruppe Westfälischer Anzeiger zwei SWA-Ausgaben, genannt „Sauerländer Wochen-Anzeiger“, im Stadtgebiet von Olpe. Die beiden SWA-Titel für Olpe wurden ebenfalls gleich nach Übernahme eingestellt.